# Candi Pawon
Candi Pawon is een boeddhistische tempel en ligt in de dorpsstreek Mendut, Mungkid, Magelang, Midden-Java, Indonesië, ongeveer een kilometer bij de Borobudur vandaan.
De tempel maakt sinds 1991 deel uit van de Werelderfgoedinschrijving Tempelcomplex van Borobudur
- Library of Congress Control Number: n89177939
- Virtual International Authority File: 134990781
- WorldCat: E39PBJfrRk6GbxYCPQpYMyKyBP